# Triptane

Strukturformel des Triptans Sumatriptan

Strukturformel von Serotonin, der strukturellen Stammverbindung der Triptane

Triptane sind gefäßverengende, entzündungshemmende und schmerzlindernde Wirkstoffe, die als Arzneistoffe zur Akutbehandlung der Migräne und des Cluster-Kopfschmerzes zur Anwendung kommen.
Sie wirken als Agonisten am Serotonin-Rezeptor vom Typ 5-HT1, Subtypen B, D und F.

## Arzneistoffe und Chemie
Alle therapeutisch verwendeten Triptane leiten sich strukturell vom Serotonin (5-HT) und vom 5-Carboxamidotryptamin ab.
| Name         | Halbwertszeit | Definierte Tagesdosis                                              | Markteinführung in D (Handelsname) |
| ------------ | ------------- | ------------------------------------------------------------------ | ---------------------------------- |
| Almotriptan  | 3–4 h         | 12,5 mg (oral)                                                     | 2001 (Almogran)                    |
| Eletriptan   | 4–5 h         | 40,0 mg (oral)                                                     | 2002 (Relpax)                      |
| Frovatriptan | ca. 25 h      | 02,5 mg (oral)                                                     | 2002 (Allegro)                     |
| Naratriptan  | 6 h           | 02,5 mg (oral)                                                     | 1997 (Naramig)                     |
| Rizatriptan  | 2–3 h         | 10,0 mg (oral)                                                     | 1998 (Maxalt)                      |
| Sumatriptan  | 2 h           | 20,0 mg (nasal) 50,0 mg (oral) 06,0 mg (subkutan) 25,0 mg (rektal) | 1992 (Imigran)                     |
| Zolmitriptan | 3 h           | 02,5 mg (oral) 02,5 mg (nasal)                                     | 1997 (Ascotop)                     |

Erste Modifikationen ausgehend von dem nichtselektiv wirksamen Serotonin lieferten durch Einbringung einer Sulfonamidstruktur den selektiven 5-HT1B/1D/1F-Rezeptoragonisten Sumatriptan. Dieses Strukturmerkmal wurde auch bei zahlreichen neueren Triptanen („Triptane der 2. Generation“) beibehalten. Durch Variation der Substituenten und der Lipophilie wurden hauptsächlich pharmakokinetische Parameter, wie z. B. Bioverfügbarkeit und Halbwertzeit, verändert, während das Wirkprofil weitgehend unbeeinflusst blieb.
Weitere Triptane, wie z. B. Avitriptan und Donitriptan, befanden sich in der klinischen Erprobung, gelangten aber nicht auf den Markt. Großes Augenmerk wird derzeit den in der klinischen Erprobung befindlichen selektiven 5-HT1D- und 5-HT1F-Rezeptoragonisten wie z. B. LY 334370 und LY 344864 als möglichen Nachfolgern der Triptane geschenkt.

## Pharmakologie

### Anwendungsgebiete
Triptane werden zur Therapie akuter Migräneanfälle mit und ohne Aura eingesetzt. Darüber hinaus zeigen sie in der Behandlung des Cluster-Kopfschmerzes klinische Wirksamkeit. Im Gegensatz zu klassischen Schmerzmitteln wie Acetylsalicylsäure oder Paracetamol sind Triptane (mit Ausnahme von Naratriptan, Almotriptan und Sumatriptan) verschreibungspflichtig.
Von der ärztlichen Verschreibungspflicht ausgenommen sind in Deutschland Naratriptan in Einheiten, die 2 Tabletten zu je 2,5 mg Naratriptan enthalten, Almotriptan in Einheiten, die maximal 2 Tabletten zu je 12,5 mg enthalten und Sumatriptan in Einheiten, die maximal 2 Tabletten zu je 50 mg enthalten.

### Einnahmezeitpunkt
Triptane sollten erst mit dem Beginn der Kopfschmerzen eingenommen werden, insbesondere bei Migräne mit Aura erst nach Abklingen der Aura-Phase. Bei zu früher Einnahme kann es einerseits zu einer geringeren Symptom-Besserung kommen und andererseits bei einer Aura zu einer Verschlimmerung dieser. (Es wird angenommen, dass es während der Aura-Phase zu einer Vasokonstriktion kommt und erst in der Schmerzphase zu einer Vasodilatation, weswegen in der Aura-Phase Vasokonstriktoren wie Triptane kontraindiziert sind.) 

### Wirkmechanismus
Der Wirkmechanismus der Triptane beruht auf einer selektiven Stimulierung von Serotonin-Rezeptoren der Subtypen 5-HT1B- und 5-HT1D (zusammengefasst als 5-HT1B/1D-Rezeptoren). Für die Wirksamkeit der Triptane werden drei Mechanismen diskutiert, die mit einer Aktivierung dieser Rezeptoren assoziiert werden:
1. Triptane führen zu einer Verengung der bei einem Migräneanfall erweiterten zerebralen Blutgefäße.
2. Triptane hemmen die Ausschüttung entzündlicher Peptide, wie zum Beispiel Substanz P und Calcitonin Gene-Related Peptide (CGRP), aus Neuronen im Zentralnervensystem.
3. Triptane hemmen die Ausbreitung von Schmerzreizen über die Hirnrinde.

Darüber hinaus zeigen die meisten Triptane eine agonistische Wirksamkeit an 5-HT1F-Rezeptoren. Eine Aktivierung dieser Rezeptoren führt ebenfalls zu einer Hemmung der Freisetzung entzündlicher Peptide, nicht aber zu einer Gefäßverengung zerebraler Blutgefäße. Der 5-HT1F-Rezeptor ist somit möglicherweise ebenfalls an der Migränewirksamkeit der Triptane beteiligt.
Für jedes der sieben verschreibungsfähigen Triptane ist nachgewiesen, dass sie jeweils bei mehr als der Hälfte der Menschen mit Migräne helfen. Die Triptane unterscheiden sich in ihrer Wirkungsdauer. Einige Triptane wirken schneller als andere, bei anderen hält die Wirkung länger an. Triptane mit einer längeren Halbwertszeit haben tendenziell etwas geringere Wiederkehrraten als solche mit kurzer Halbwertszeit. Wenn ein Triptan nicht wirksam ist, kann ein anderes Triptan bei demselben Patienten die erwünschte Wirkung zeigen. Menschen mit Migräne sollten daher verschiedene Triptane ausprobieren, um das Medikament mit der für sie besten Wirksamkeit und Verträglichkeit zu finden.

### Nebenwirkungen
Allgemeine und typische Nebenwirkungen der Triptane sind unter anderem leichtes Schwächegefühl, Schwindel, Missempfindungen/Kribbeln, Wärme- oder Hitzegefühl, leichte Übelkeit. Daneben können insbesondere vorübergehende Blutdruckanstiege und seltener Angina-pectoris-artige Symptome beobachtet werden. Diese unerwünschten Arzneimittelwirkungen werden auf eine Stimulierung von 5-HT1B/1D-Rezeptoren innerhalb des Herz-Kreislauf-Systems zurückgeführt. Sehr selten traten unter der Anwendung von Triptanen Herzrhythmusstörungen, Durchblutungsstörungen und Störungen der Skelettmuskulatur auf.

### Wechselwirkungen
Bei gleichzeitiger Anwendung von Triptanen mit den ebenfalls in der Migränetherapie eingesetzten Mutterkornalkaloiden, wie zum Beispiel Ergotamin, besteht eine erhöhte Gefahr von Spasmen der Herzkranzgefäße. Daher sollten Mutterkornalkaloide nicht zeitgleich mit Triptanen eingenommen werden.
MAO-Hemmer können zu einem verlangsamten Abbau der Triptane führen. Einige Triptane, wie beispielsweise Rizatriptan, sind ihrerseits selbst Hemmstoffe des Arzneistoff verstoffwechselnden Cytochrom-P450-Enzymsystems.
Ein Serotoninsyndrom durch gleichzeitiger Einnahme eines Triptans und eines Antidepressivums aus der Gruppe der SSRI (Selektive Serotonin-Wiederaufnahmehemmer) oder der SSNRI (Selektive Serotonin- und Noradrenalin-Wiederaufnahmehemmer) wurde befürchtet, scheint aber nicht aufzutreten.

### Kontraindikationen
Aufgrund ihrer vasokonstriktiven Wirkung sind Triptane bei der koronaren Herzkrankheit, Hypertonie und Gefäßerkrankungen kontraindiziert.

## Darreichungsformen
Triptane sind je nach Art des Triptans als nadelfreier Injektor, Fertigspritze, Tablette, Schmelztablette, Nasenspray oder Zäpfchen erhältlich.

## Geschichte
Bereits seit dem 19. Jahrhundert ist bekannt, dass ein Migräneanfall an eine Erweiterung zerebraler und kranialer Blutgefäße gekoppelt ist. Klassische Arzneistoffe, wie z. B. Ergotamin, die zu einer Kontraktion dieser Blutgefäße führen, sind wirksame Migränetherapeutika. Die Geschichte der Entwicklung der Triptane begann mit der Beobachtung, dass Serotonin ebenfalls zu einer Konstriktion der während eines Migräneanfalls pathologisch dilatierten Blutgefäße führte. Serotonin war auf Grund seiner das gesamte Herz-Kreislauf-System und den Gastrointestinaltrakt betreffenden Nebenwirkungen jedoch weit davon entfernt, als Migränetherapeutikum in Betracht zu kommen. Ziel der Arzneistoffentwicklung war es deshalb, ein Serotoninderivat zu finden, das selektiv zerebrale Blutgefäße kontrahiert, aber frei von systemischen Nebenwirkungen ist.
In den 1980er Jahren konnte mit 5-Carboxamidotryptamin ein Wirkstoff identifiziert werden, der selektiv 5-HT1-Rezeptoren stimuliert. Da diese Substanz jedoch bereits in präklinischen Studien systemische Herz-Kreislauf-Nebenwirkungen (Hypotension, Tachykardie) zeigte, wurde auf eine klinische Entwicklung dieser Substanz verzichtet. Wenig später konnte mit dem von GlaxoSmithKline entwickelten Sumatriptan (Codename GR43175) ein 5-HT1B/1D-Rezeptoragonist gefunden werden, der selektiv zerebrale Blutgefäße kontrahiert. Sumatriptan erhielt am 28. Dezember 1992 durch die US-amerikanische FDA seine Zulassung zur Akuttherapie der Migräne.
Da Sumatriptan nur eine schlechte orale Bioverfügbarkeit besitzt und die Blut-Hirn-Schranke nur unzureichend passieren kann, wurden zahlreiche sogenannte "Triptane der 2. Generation" mit verbesserten pharmakokinetischen Eigenschaften entwickelt. Bereits Ende der 1990er Jahre erfolgte dann die Markteinführung von Zolmitriptan, Naratriptan und Rizatriptan. Wenig später folgten Almotriptan, Eletriptan und Frovatriptan. Weitere Triptane, wie z. B. Donitriptan und Avitriptan, erreichten bisher keine Marktreife.